# Relic (film)
Relic är en australisk psykologisk skräckfilm från 2020.
Filmen handlar om en dotter (Sam), mor (Kay) och mormor (Edna). Edna lider av demens. En dag försvinner hon, och Kay och Sam försöker leta efter henne. De upptäcker post-it-lappar som uttrycker oro för en ovälkommen gäst, och en märklig mögelartad substans på hemmets väggar. Dagen därpå dyker Edna upp igen, utan något minne av var hon varit.
Kritikern Sebastian Lindvall beskrev den som ”en av det senaste årets starkaste regidebuter”, och i en essä för FLM beskrevs den som en slags ”finskräck” om hur närstående förvandlas till oigenkännlighet. Björn Jansson såg det istället som ”en ganska ordinär skräckfilm, modell inte så hög budget”.

## Rollista (i urval)
- Robyn Nevin – Edna
- Emily Mortimer – Kay
- Bella Heathcote – Sam